# Fortaleza (álbum)
Fortaleza es el quinto  álbum de estudio del grupo chileno De Saloon, lanzado oficialmente el 2 de diciembre de 2010.

## Detalles
Tuvieron que pasar dos años, desde la salida de Delicada Violencia, para tener un nuevo trabajo de la banda penquista. Tiempo suficiente, según expresa Jean Pierre Duhart, vocalista y compositor de la agrupación. “Sentimos que cada dos años es un periodo en el cual hay que entregar un nuevo material, y también nosotros tenemos mucho público que nos exige, que nos pregunta ‘¿cuándo van a tener música nueva?’. Sentíamos que este era el momento de hacerlo”, dice Duhart sobre el álbum, cuyo primer sencillo, Ahora me toca a mi, ya está sonando en las radios.
Fortaleza es un disco especial para la banda por varias razones: su proceso de creación tomó cerca de un año, el sonido de las 11 canciones que lo componen refleja madurez gracias a la incorporación de nuevos instrumentos, sus letras no son tan mono temáticas, y su grabación y posterior salida ocurre en un año especial no sólo para ellos, sino que para nuestro país.
“El nombre de Fortaleza sin duda tiene que ver con el año que acabamos de vivir. Nosotros somos de Concepción, y partimos el año tratando de buscar a la familia, saber qué les había pasado con el terremoto”, cuenta el vocalista sobre el contexto en cual crearon su quinto álbum, proceso que comenzó con la composición de los temas por parte de Duhart un año antes de su grabación, a diferencia de sus anteriores trabajos en los cuales un par de meses antes ya tenían todo listo para grabar.
Si en el 2008 ampliaron el mapa y viajaron hasta Argentina para grabar Delicada Violencia, bajo la producción de Tweety González, esta vez el trío que completan el bajista Roberto Arancibia y el baterista Ricardo Barrenechea prefirió la cercanía y comodidad para registrar su nuevo álbum. “Quedamos con un aprendizaje completísimo tras grabar en Buenos Aires, y eso lo llevamos a cabo en este quinto disco. Ya que en el anterior habíamos ido a otro país, y estábamos 100% abocados a eso, quisimos que Fortaleza fuese distinto. Y por lo mismo lo grabamos en Santiago, en un lugar que nos quedara cerca, que nos pudiéramos mover sin problemas, llegar todos los días en bicicleta. En definitiva, que fuese bastante cotidiano y relajado, otro punto de vista a la hora de encarar el disco”, expresa Duhart.
Por su parte, el baterista Ricardo Barrenechea destaca la nueva sonoridad que adquirió la banda. “Este disco tiene un sonido nuevo de De Saloon. Optamos por no hacer el formato clásico, sino que quisimos modernizar la banda. El sonido que se logró en este álbum refleja eso”, explica, lo que se suma a las palabras de Duhart: “No tengo ningún problema en decir que, para mí, éste es el mejor disco hemos hecho. Le tengo muchísimo cariño. Creo que hay tremendas canciones en Fortaleza. Es un disco súper fino, súper elegante, súper bien cuidado y encuentro que está muy bien hecho”

## Lista de canciones
Todas las canciones escritas y compuestas por Jean Pierre Duhart. 
| Edición estándar |                            |          |  |
| N.º              | Título                     | Duración |  |
| 1.               | «Ahora me toca a mi»       | 3:56     |  |
| 2.               | «Cabeza De Escorpión»      | 4:15     |  |
| 3.               | «En llamas»                | 3:39     |  |
| 4.               | «Me Vuelves A Herir»       | 4:39     |  |
| 5.               | «No Me Atrevo A Preguntar» | 3:39     |  |
| 6.               | «Trueno»                   | 3:54     |  |
| 7.               | «Mi corazón»               | 4:23     |  |
| 8.               | «Eras tan para mi»         | 4:50     |  |
| 9.               | «Tu fortaleza»             | 3:49     |  |
| 10.              | «No te quiero querer»      | 3:51     |  |
| 11.              | «No decirte nada»          | 5:25     |  |

## Músicos

### De Saloon
- Jean Pierre Duhart: Voz, guitarra, teclados, cuerdas, secuencias, programaciones y coros
- Roberto Arancibia: Bajo, piano y órgano Hammond
- Ricardo Barrenechea: Batería, percusiones y programación[1]

## Sencillos
El primer sencillo del álbum fue "Ahora me toca a mi", estrenado en radios chilenas el 14 de octubre de 2010, cuando aún el álbum no salía al mercado.
El segundo sencillo del álbum, es el tema "Me Vuelves a Herir", lanzado el 25 de marzo de 2011 en radios, y su vídeo promocional el 18 de junio de 2011, mediante la página web del diario el mercurio.
El tercer sencillo llamado "Cabeza de Escorpión" fue lanzado el 29 de mayo de 2012, mediante páginas como Facebook y Youtube.
El cuarto sencillo se llama "Mi Corazón" lanzando el vídeo por vía Youtube el 2 de agosto de 2012.
| Año  | Canción               | Máxima posición |
| Año  | Canción               | CHI             |
| ---- | --------------------- | --------------- |
| 2010 | "Ahora me toca a mi " | 41              |
| 2011 | "Me Vuelves A Herir"  | 86              |
| 2012 | "Cabeza De Escorpión" | 97              |
| 2012 | "Mi Corazón"          | —               |